# Méouze
ruisseau de Méouse
La Méouze, ou ruisseau de Méouse, est un ruisseau français du département de la Creuse, en région Nouvelle-Aquitaine, affluent de la Tardes et sous-affluent de la Loire par le Cher.

## Géographie

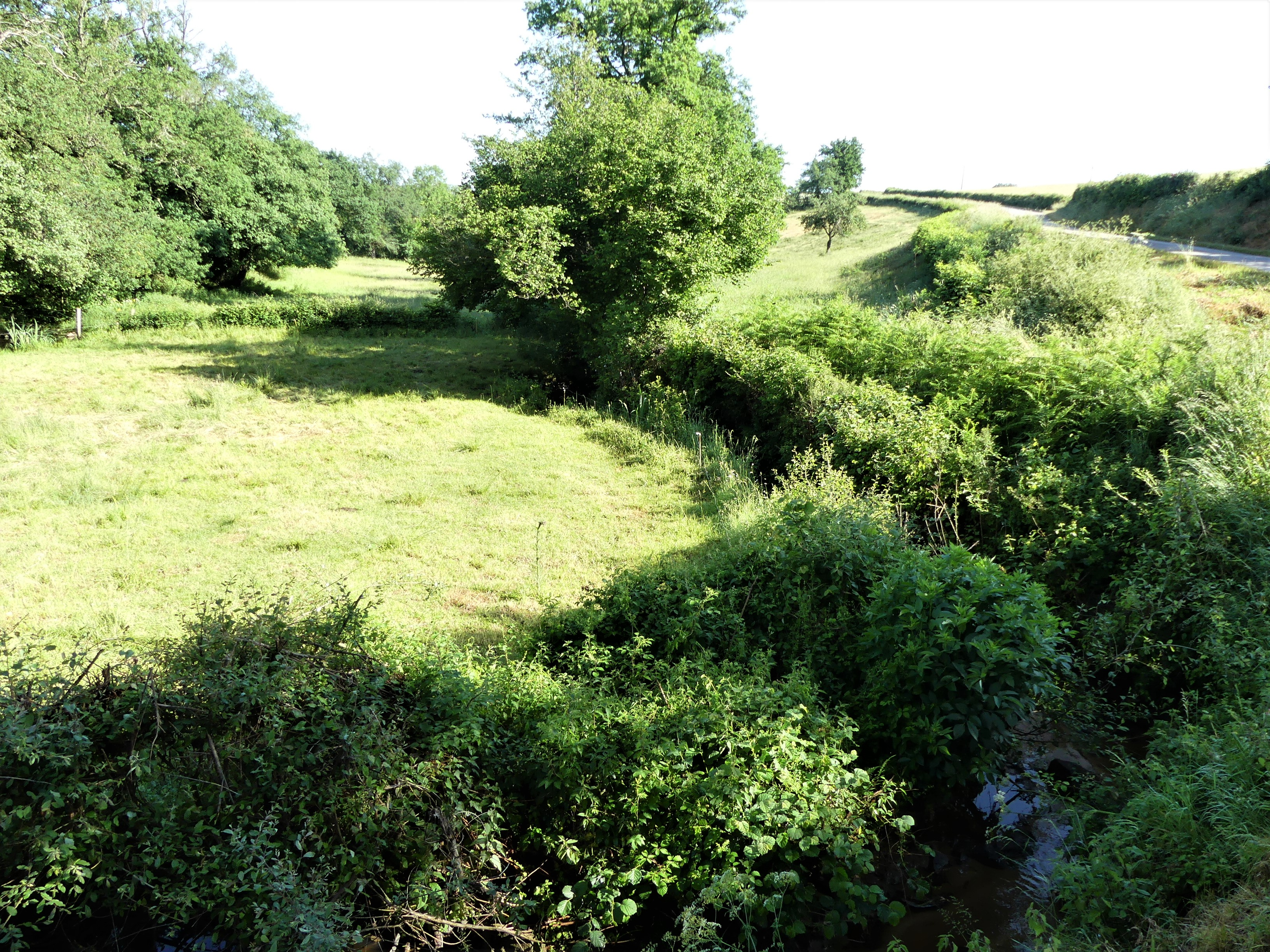
La Méouze au sud-est du lieu-dit Lavaud, à Saint-Priest.

Pour le Sandre, la Méouze est un cours d'eau qui a pour affluent principal le ruisseau de Méouse ; sur les cartes du Géoportail, ce « ruisseau de Méouse » est le cours d’eau principal et conserve son nom jusqu'à sa confluence avec la Tardes. La description ci-dessous correspond à la version du Sandre.
Selon le Sandre, la Méouze prend sa source dans le département de la Creuse à 569 mètres d'altitude, sur la commune de Mainsat, 250 mètres à l'ouest du lieu-dit Basgros.
Elle prend la direction du nord-nord-ouest. Elle est franchie par la route départementale (RD) 19 puis par la RD 24.
Elle reçoit sur sa droite son principal affluent, le ruisseau de Méouse et oblique alors vers le nord-nord-est. Sur les huit derniers kilomètres de son cours, elle coule dans une étroite vallée encaissée, profonde de 40 à 100 mètres.
Elle se jette dans la Tardes en rive droite, à 330 mètres d'altitude, un peu plus d’un kilomètre à l'ouest du centre-bourg de Chambon-sur-Voueize.
S'écoulant globalement du sud vers le nord, la Méouze est longue de 16,25 km. Avec un dénivelé de 239 mètres, sa pente moyenne s'établit à 14,71 mètres par kilomètre.

### Communes et département traversés
La Méouze arrose cinq communes de l'arrondissement d'Aubusson dans le département de la Creuse, soit d'amont vers l'aval : Mainsat (source), Sannat,  Saint-Priest, Tardes et Chambon-sur-Voueize (confluence avec la Tardes).

### Bassin versant
Son bassin versant fait partie de la zone hydrographique : « La Tardes du ruisseau de la Valette (compris) à la Voueize (non comprise) », au sein du bassin DCE beaucoup plus étendu « La Loire, les cours d'eau côtiers vendéens et bretons ». Il se limite aux cinq communes arrosées par la Méouze.

## Affluents

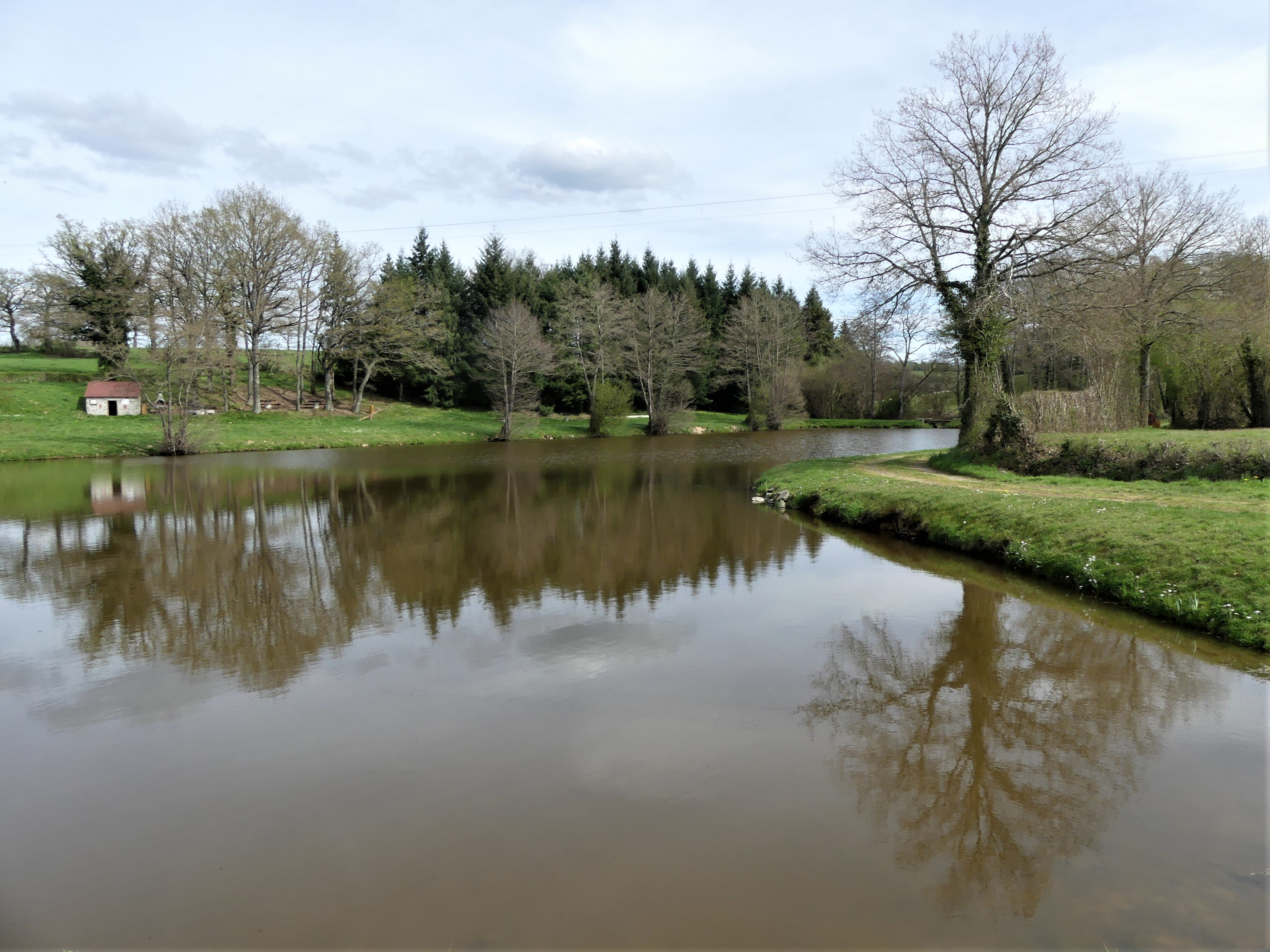
La retenue du ruisseau de Méouse à l’ouest du bourg de Sannat.

Parmi les neuf affluents répertoriés par le Sandre, les deux principaux sont en rive droite le ruisseau de Méouse, long de 6,91 km et un affluent sans nom long de 4,95 km, qui conflue avec la Méouze à l'ouest du lieu-dit Montfrialoux.
Ses deux principaux affluents ayant eux-mêmes un ou plusieurs affluents, mais aucun sous-affluent, le nombre de Strahler de la Méouze est donc de trois.